# Alytus
Alytus önkormányzati jogú város Litvánia déli részén, az ország hatodik legnagyobb városa. Alytus megye központja, a Dzūkija régió történelmi központja. Lakossága 2022-ben 53 925 fő volt. A város a Nyeman folyó partján fekszik. A Vilnius, Kaunas, Lazdijai (lengyel határ) és a fehéroroszországi Hrodna közötti főútvonalak Alytuson keresztül mennek át.

## A név eredete
A város neve a litván Alytupis víznévből ered. Más nyelveken a város neve: lengyelül Olita, németül Aliten, oroszul Олита Olita, fehéroroszul Аліта Alita, jiddisül אליטע Alite.

## Története

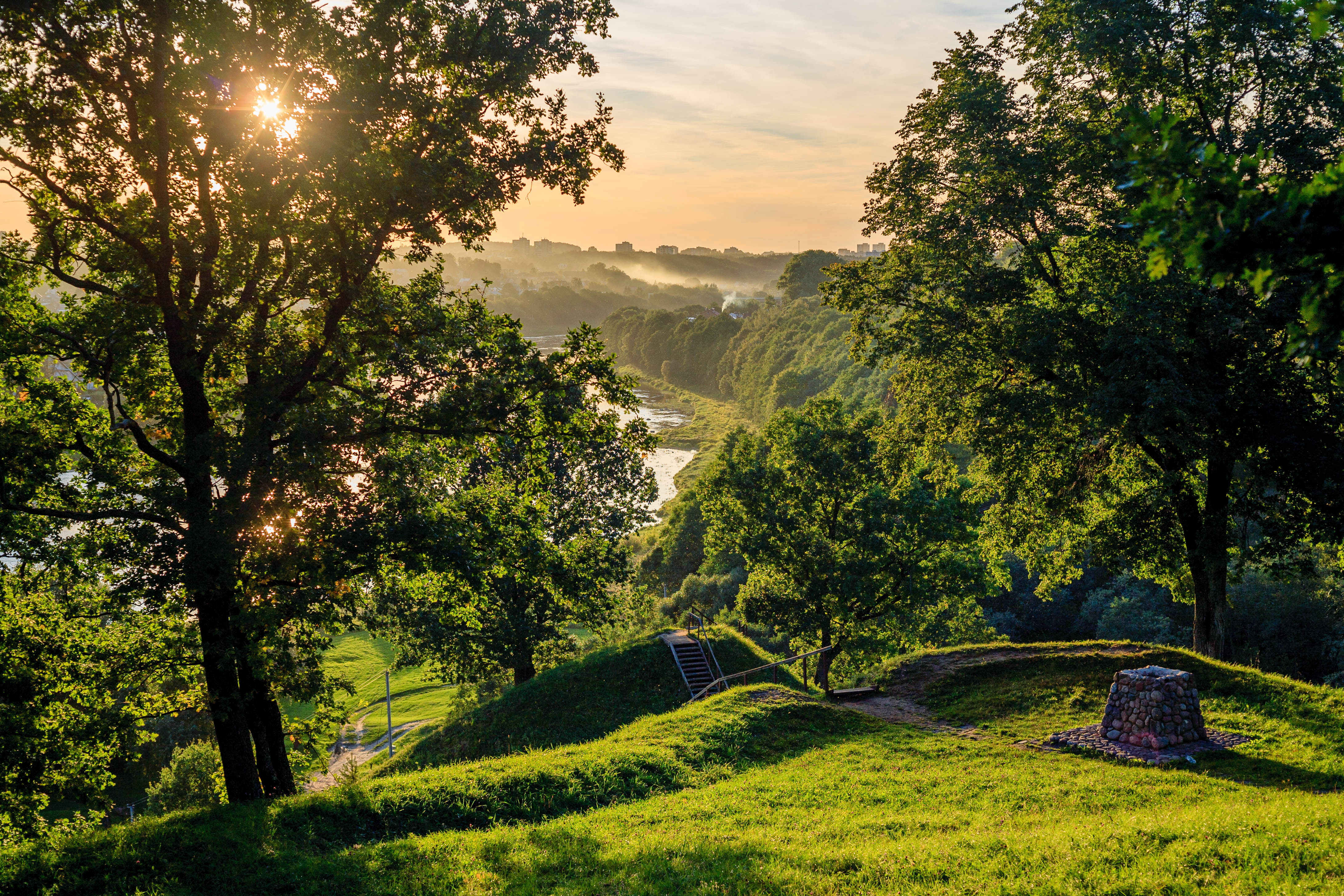
Az alytusi erőd helye

Alytust az írásos források először 1377-ben említik, amikor a marburgi Wigend krónikában Aliten néven került említésre. A krónika szerint a helyén egy kis, faerőd volt, amely Litvánia Német Lovagrenddel közös határát védte. Az erőd és a környező falu fokozatosan növekedett, annak ellenére, hogy gyakran portyáztak ott a litvánok és a Német Lovagrend katonái is. A melnói békeszerződés szerint a város a határ lovagrendi oldalán maradt, de nem sokkal később visszaszerezték. 1581. június 15-én Báthory István lengyel király és litván nagyfejedelem városi jogokat adott a településnek. Az eseményt minden évben az Alytus napon ünneplik meg.
A Lengyel-Litván Nemzetközösség felosztásáig a város a Litván Nagyfejedelemségben Trakai vajdaság része volt, és a Nyeman folyó partján jelentős kereskedelmi központja, mivel a Litvániából exportált áruk fő útvonala a városon haladt át. A város az egyik királyi gazdasági hivatal székhelyeként is fontos volt. Lengyelország felosztásakor, 1795-ben felosztották az Orosz Birodalom és a Porosz Királyság között. A napóleoni háborúk idején, a tilsiti békeszerződést követően a nyugati része a Varsói Hercegséghez került. A bécsi kongresszus után a hercegség utódállamának, a Kongresszusi Lengyelország a része lett. Bár az államot perszonálunió kötötte Oroszországhoz, mindkét városrész teljesen különálló volt az 1863-as januári felkelésig. Ezt követően Lengyelország autonómiáját felszámolták, de mindkét városrészt külön kormányozták.

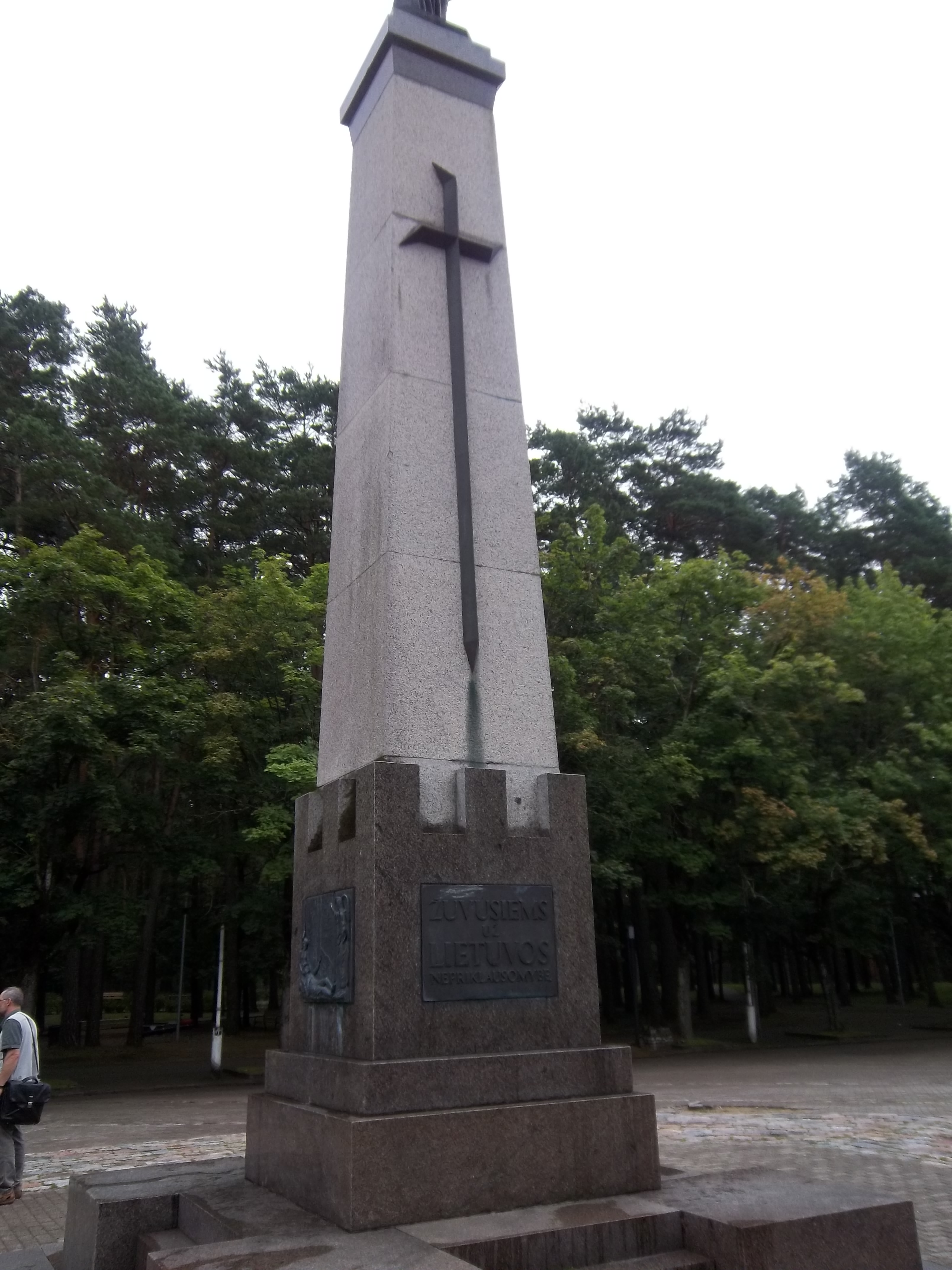
A litván függetlenségi háború emlékműve

A 19. század végén a város a kelet-poroszországi határ mentén álló orosz helyőrségrendszer egyik erődje lett. Vasút és egy új út kötötte össze a világ többi részével. Emellett a cári hatóságok több laktanyát és egy keleti ortodox templomot építettek (napjainkban katolikus templom). Az oroszok erőd építési erőfeszítései ellenére azonban az első világháború során a központi hatalmaknak épségben, nagyobb összecsapások nélkül sikerült elfoglalniuk a várost. 1915-ben az úgynevezett Ober Ost egyik városa lett, és 1795 óta először egyesítették mindkét városrészt egyetlen közigazgatási egységgé.
Az első világháború végével a település továbbra is az újonnan függetlenné vált Lengyelország és Litvánia területén maradt, de a tényleges irányítást a területen állomásozó német hadsereg tartotta fenn. Amikor 1919 elején a németek kivonultak, a várost elfoglalta a Vörös Hadsereg. 1919. február 12-én a város az orosz és a litván csapatok közötti első összecsapás csataterévé vált, az utóbbiak végül átvették az irányítást. Azóta a város a Litvánia része.
Lengyelország megszállását követően a városban nagy fogolytábor létesült az elfogott lengyel katonák számára. A második világháború alatt Alytus német megszállás alatt volt 1941. június 22-től 1944. július 15-ig. A város 1941-es német megszállását követően a tábort szovjet katonák fogolytáborává alakították át (Stalag 343). Az 1965-ös Masinės žudynės Lietuvoje, 1941–1944 című könyv két jelentős tömegsírt sorol fel Alytusban: a Vidzgiris erdőben és a Nyeman folyó bal partján a délkeleti külvárosban hatvanezer, a Szovjetunióból származó zsidó áldozat nyugszik, míg az alytusi erdőben, akkor még a keleti külvárosban harmincötezer szovjet hadifogoly nyugszik. Gintaras Lučinskas történész azon a véleményen van, hogy ezeket a számokat durván felfújták és az áldozatok tényleges száma tízezernél kevesebb lehet.
2015-ben Alytustól nyugatra felavattak egy transzformátorállomást a Litvánia és Lengyelország közötti nagyfeszültségű egyenáramú átviteli hálózat (HVDC) részeként. Az ABB által épített létesítmény ±70 kV feszültség mellett 500 MW átviteli kapacitással rendelkezik.
A címerben egy fehér rózsa látható, amely az ország két rózsákat ábrázoló címerének az egyike. A Fehér Rózsa híd az ország legnagyobb gyalogoshídja, melynek nevét a város lakói szavazták meg. A híd a korábbi vasúti híd maradványaira épült, amelyet még a visszavonuló orosz csapatok robbantottak fel 1915-ben.

## Éghajlat
A városnak nedves kontinentális éghajlata van, meglehetősen nagy szezonális különbségekkel.
| Hónap                         | Jan. | Feb. | Már. | Ápr. | Máj. | Jún. | Júl. | Aug. | Szep. | Okt. | Nov. | Dec. | Év   |
| ----------------------------- | ---- | ---- | ---- | ---- | ---- | ---- | ---- | ---- | ----- | ---- | ---- | ---- | ---- |
| Átlagos max. hőmérséklet (°C) | −2,2 | −1,1 | 3,9  | 11,1 | 18,3 | 21,1 | 22,2 | 22,2 | 16,7  | 11,1 | 4,4  | −0,6 | 10,7 |
| Átlaghőmérséklet (°C)         | −5,0 | −4,4 | 0,0  | 6,1  | 12,2 | 15,6 | 16,7 | 16,7 | 12,2  | 7,2  | 2,2  | −2,8 | 6,5  |
| Átlagos min. hőmérséklet (°C) | −7,8 | −7,8 | −3,9 | 1,1  | 6,1  | 10,0 | 11,7 | 10,6 | 7,2   | 3,3  | 0,0  | −5,0 | 2,2  |
| Átl. csapadékmennyiség (mm)   | 41   | 27   | 36   | 41   | 56   | 74   | 80   | 70   | 60    | 48   | 51   | 50   | 634  |
| Forrás: Weatherbase           |      |      |      |      |      |      |      |      |       |      |      |      |      |

## Kultúra

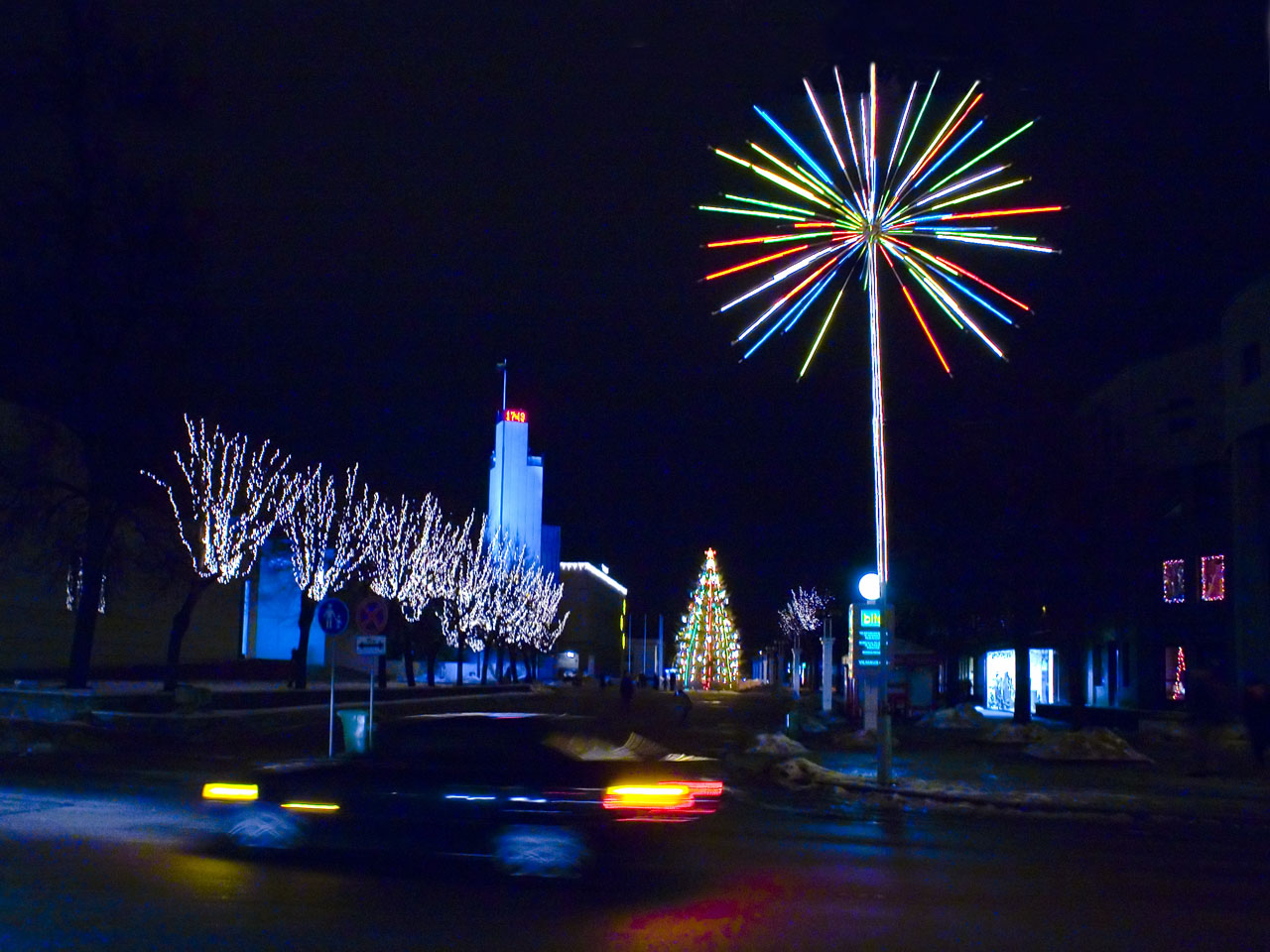
Alytus télen

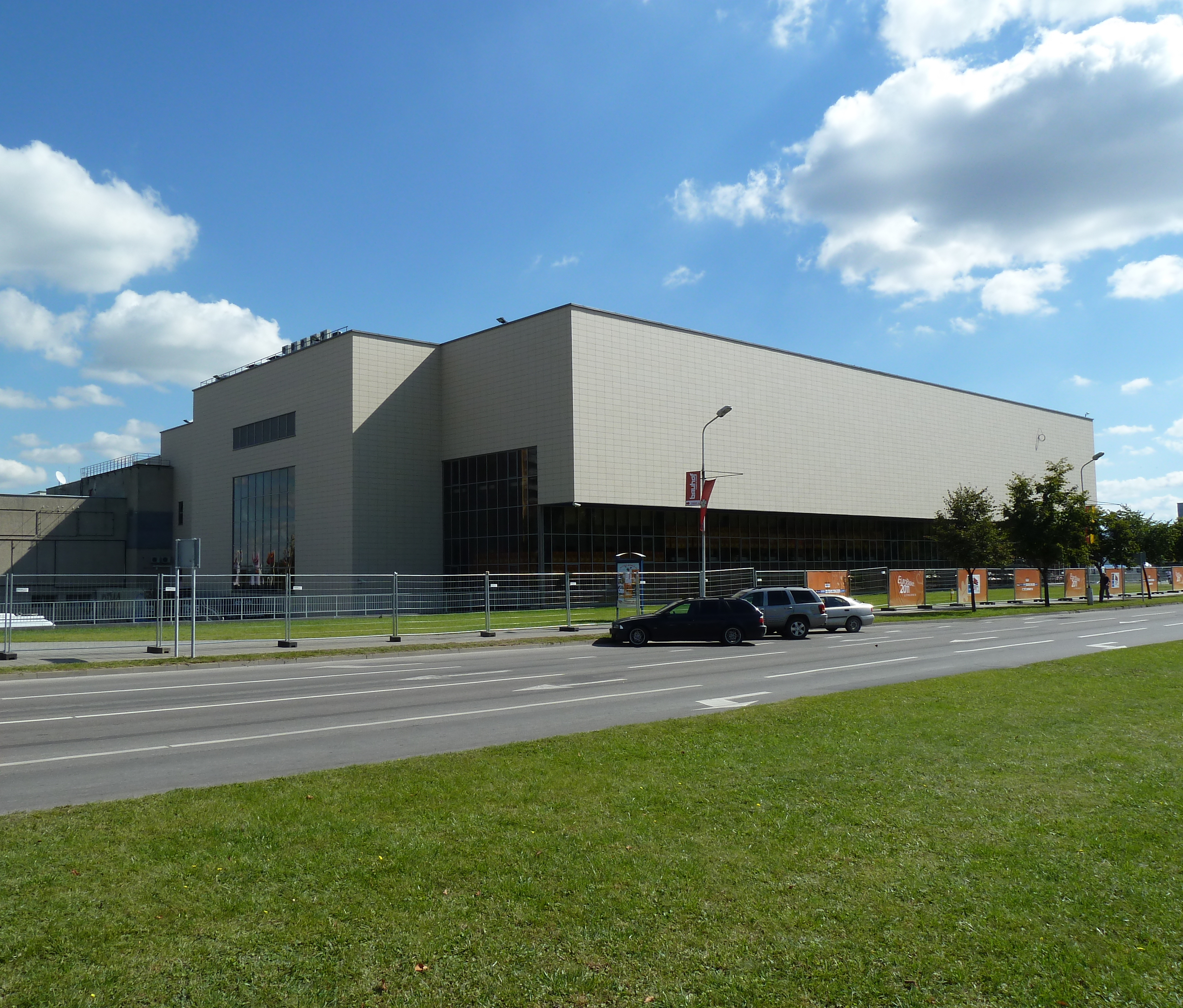
Alytus Aréna

Az Alytaus Naujienos a város hírlapja.
2009. augusztus 18. és 24. között Alytus adott otthont az Art Strike Biennálénak válaszul arra, hogy Vilnius 2009-ben Európa kulturális fővárosa lett. Tartottak egy demonstrációt és egy háromoldalú futball mérkőzést. Az Alytus Aréna adott otthont a 2011-es férfi kosárlabda-Európa-bajnokság C-csoportjának mérkőzéseinek. 2010-ben Alytus megkapta az Európai Tanács tiszteletbeli tábláját.
A városban található a Szovjetunió afganisztáni háborújának és az afganisztáni háború áldozatainak szentelt múzeum.
Számos bonszai kiállítást rendeztek európai és más országokból, például Japánból és az Egyesült Államokból érkező résztvevőkkel.
Alytus 2007 óta évente rendez paradicsomkóstolót. A résztvevőknek sokféle paradicsomot kínálnak, és vitákat szerveznek, amelyeken megbeszélik azokat a különféle tényezőket, amelyek elősegítik a gazdag paradicsomtermést. Alytusban található a Snaigė hűtőszekrény összeszerelő gyára.

## Testvérvárosok
Alytus testvérvárosai a következők:
| - Amata, Lettország - Berdicsiv, Ukrajna - Botkyrka, Svédország - Crawley, Egyesült Királyság - Ełk, Lengyelország - General San Martín partido, Argentína | - Giżycko, Lengyelország - Hiracuka, Japán - Kremencsuk, Ukrajna - Mandal, Norvégia - Næstved, Dánia - Ningpo, Kína | - Opole, Lengyelország - Ostrołęka, Lengyelország - Rochester, Amerikai Egyesült Államok - Rouen, Franciaország - Suwałki, Lengyelország - Vélizy-Villacoublay, Franciaország |

Miután 2022-ben Oroszország megtámadta Ukrajnát, Alytus városa a következő testvérvárosokkal szakította meg a kapcsolatot:
| - Hrodna, Fehéroroszország - Lida, Fehéroroszország - Petrozavodszk, Oroszország - Szmarhony, Fehéroroszország |

## Fordítás
Ez a szócikk részben vagy egészben  az   Alytus című angol Wikipédia-szócikk ezen változatának fordításán alapul.  Az eredeti cikk szerkesztőit annak laptörténete sorolja fel. Ez a jelzés csupán a megfogalmazás eredetét és a szerzői jogokat jelzi, nem szolgál a cikkben szereplő információk forrásmegjelöléseként.